# Voß-Werft
Die Voß-Werft & Stahlbau GmbH ist das Nachfolgeunternehmen der bekannten Schiffs- und Bootswerft Lübbe Voß. Sie hat ihren Sitz in Westerende-Kirchloog, einem Ortsteil der Gemeinde Ihlow und ist eine der wenigen Werften im ostfriesischen Binnenland, die den Umbruch vom Holz- zum Stahlschiffbau erfolgreich vollzogen hat.

## Betrieb Ihlowerfehn
Die erste Voß-Werft wurde Mitte des 19. Jahrhunderts von dem aus den Niederlanden eingewanderten Bootsbauer Voß in Ihlowerfehn gegründet. Lübbe Voß, einer seiner Söhne, führte den Betrieb anschließend weiter, bis er 1896 verstarb. Sein ältester Sohn Albert war da erst vierzehn Jahre alt. Nach einer verkürzten Lehrzeit erhielt Albert Voß die Ausnahmegenehmigung, den elterlichen Betrieb fortzuführen. Zunächst blieb es bei kleineren Reparaturen, 1901 baute er jedoch sein erstes Torfschiff. Die zunehmende Verwendung von Kohle als Brennstoff ließ die Nachfrage nach solchen Schiffen aber Anfang des 20. Jahrhunderts zurückgehen.
Nach dem Ersten Weltkrieg entstanden auf der Voß-Werft nur noch vier Mutten, die nachträglich mit Hilfsmotoren ausgerüstet wurden. Sein letztes Schiff lieferte Albert Voß 1936 mit der Tjalk Johanne ab. Der Preis hat damals bei 3.200 Reichsmark gelegen. Der Betrieb wurde danach von seinem Sohn Lübbe Voß (* 9. März 1912; † 16. März 2008) übernommen. Im Zweiten Weltkrieg wurde er bei Abeking & Rasmussen in Lemwerder dienstverpflichtet und die Werft in Ihlowerfehn während dieser Zeit stillgelegt. Nach dem Krieg wurden dort wieder kleinere Reparaturen ausgeführt.

## Betrieb Westerende-Kirchloog

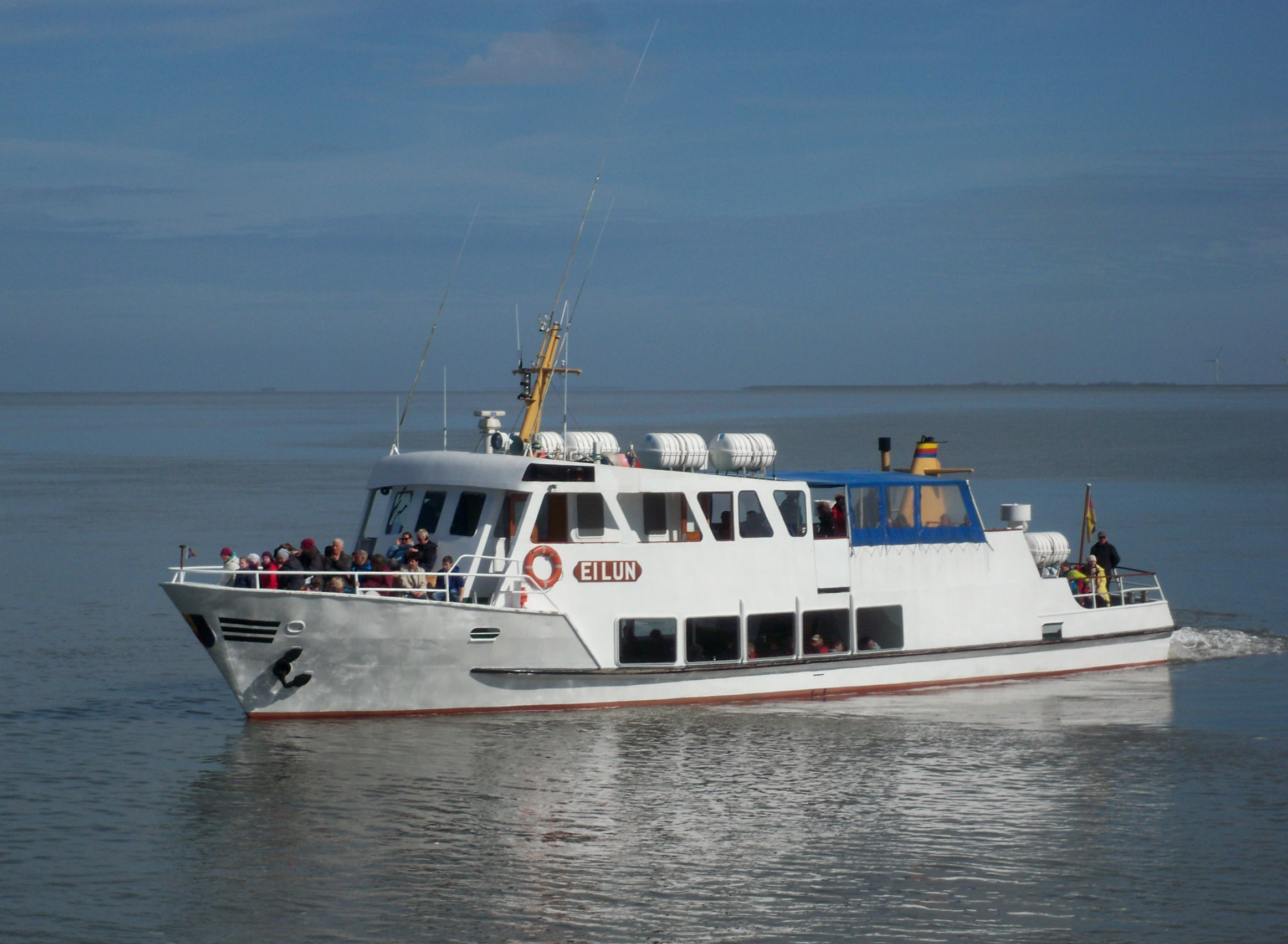
Baunummer 30: Das 1970 gebaute Ausflugsschiff Eilun (ex-Delphin)

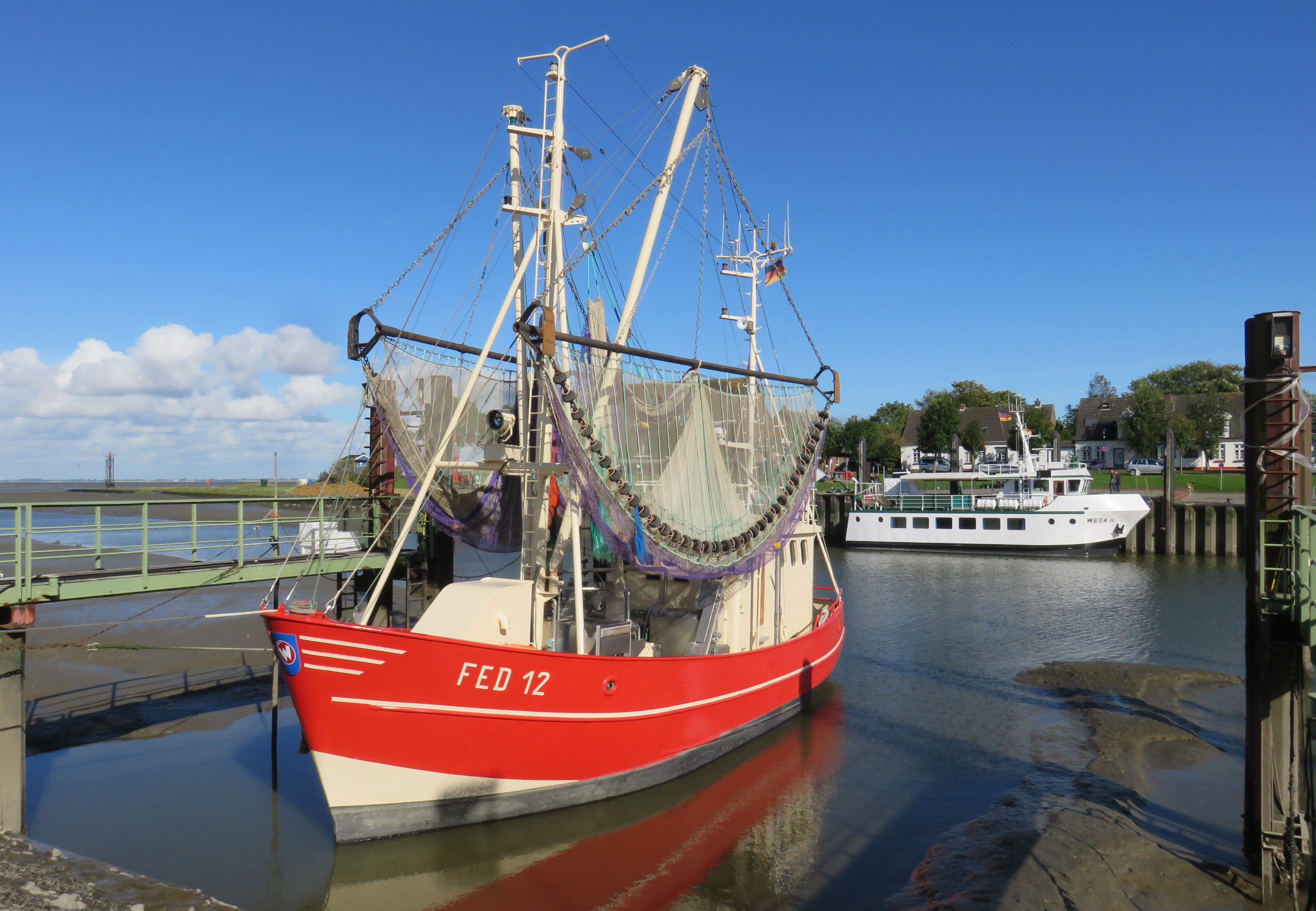
Baunummer 143: Der 1991 gebaute Krabbenkutter FED 12 Rubin

Nach der Währungsreform verlegte Lübbe Voß seinen Betrieb nach Westerende-Kirchloog an den Ems-Jade-Kanal. Zunächst wurden dort aber nur Holzschiffe repariert. Der erste Neubau war ein Oskar-Teubert-Schiff, das 1956 abgeliefert wurde und dem weitere folgten. Die Abmessungen des Ems-Jade-Kanals und der Kesselschleuse ließen jedoch keine größeren Binnenschiffe zu und so wurde die Produktion auf Ausflugsschiffe, Yachten und Fischereifahrzeuge umgestellt. Der erste Krabbenkutter wurde 1967 nach Accumersiel geliefert. Er war der Beginn einer erfolgreichen Serie von über 100 Kuttern an der Nord- und Ostseeküste. 1985 lagen die Preise für einen Kutter zwischen 600.000 und einer Million Deutsche Mark.
Im Sommer 2005 übernahmen Dirk und Lars Heyen aus Westerende-Kirchloog den Betrieb und führen ihn seitdem als Voß-Werft & Stahlbau GmbH weiter. Bis zu 45 Meter lange Schiffe können mit einer Slipanlage aus dem Wasser gezogen und in der Werfthalle überarbeitet werden. Darüber hinaus werden Neubauten und Reparaturen im Bereich Stahl, Edelstahl und Aluminium angeboten.

## Neubauten
Von den über 140 gebauten Schiffen der Werft sind noch viele im Dienst. Von den Fahrgastschiffen sind dies die Wappen von Juist (Baujahr 1968) auf Juist, die Eilun (1970) in Steenodde, die Dollard (1972) in Ditzum, die Horizont (1982) in Harlesiel und die Spitzhörn (1990) in Barßel.